# K-4 (Rakete)
K-4 oder Kalam-4 (Hindi के-४) ist eine nuklear bestückbare U-Boot-gestützte ballistische Mittelstreckenrakete, die von der Defence Research and Development Organisation der Regierung Indiens zur Bewaffnung ihrer Arihant-Klasse entwickelt wurde. Die Rakete hat eine maximale Reichweite von etwa 4000 km, was im Vergleich zu ihrem Vorgänger eine größere operative Flexibilität bietet Die K-15 hat eine begrenzte Reichweite an der Küste. Nach der Stationierung wird die Rakete die erste sein, die Indiens seegestützte nukleare Triade einsatzbereit macht, und kann den Bedarf an glaubwürdigen Zweitschlag-Raketen decken.  Einsatzbereit ab September 2024 an Bord der Arighaat.

## Beschreibung

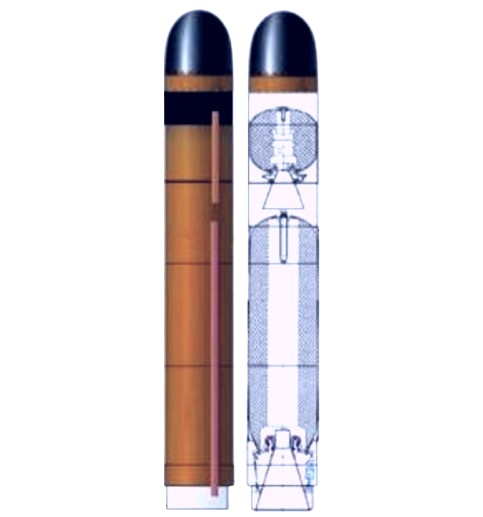
Konzeptionelle Darstellung von K-4

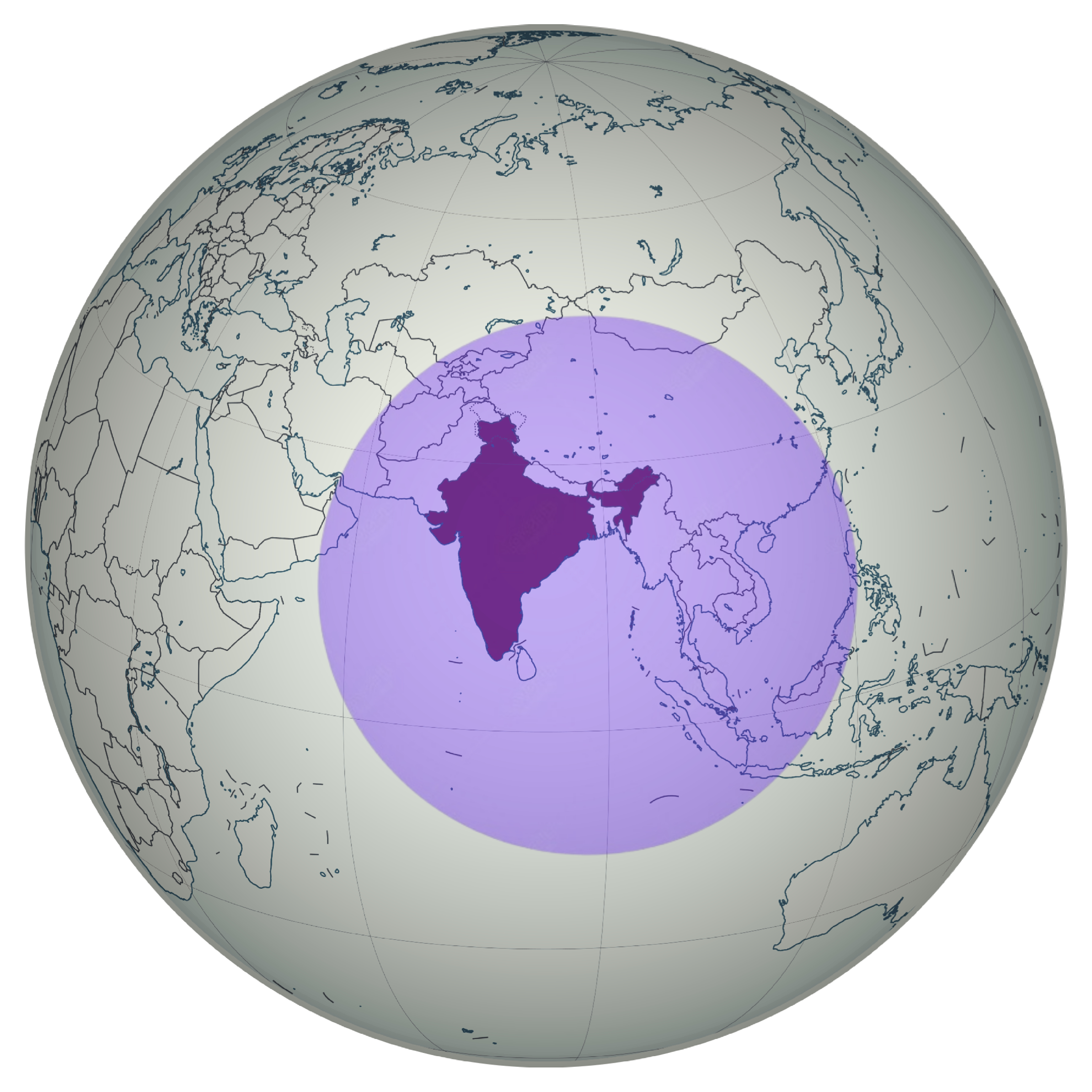
3500 km Reichweite, Start vom Golf von Bengalen

Die K-4 ist eine U-Boot-gestützte ballistische Rakete, die aus zwei Stufen besteht. Die Rakete soll 12 m lang sein, einen Durchmesser von 1,3 m haben und fast 17 Tonnen wiegen. Sie kann einen Sprengkopf von bis zu 2 Tonnen Gewicht tragen und wird mit Feststoffraketentreibstoff angetrieben. Die DRDO gab an, dass das Ziel der Rakete darin bestehe, eine hohe Genauigkeit zu erreichen. Als Gegenmaßnahme gegen Raketenabwehrsysteme kann die K4 dreidimensionale Manöver durchführen.
Spezifikationen
- Reichweite (genaue Angabe ist geheim): 
Volle Ladung: ~3000 km 
Reduzierte Ladung: ~4000 km
- Lenksystem: Trägheitsnavigationssystem mit GPS/NavIC Satelliten-Lenkung
- CEP: 10 m. (Angeblich)

Die K-4 verwendet einen leistungsstarken, an der Nase montierten Motor mit zwei diametral gegenüberliegenden Düsen, die unter Wasser feuern und den Übergang der Rakete durch das Wasser ermöglichen, die Oberfläche durchbrechen und den Aufstieg in die Atmosphäre für die ersten paar Sekunden fortsetzen. Die von diesem System ausgestoßenen Gase sollen eine Gasblaseneinkapselung um die Rakete herum erzeugen, die den Luftwiderstand während des Übergangs unter Wasser verringert. Während des Aufstiegs in die Atmosphäre sorgen die vier Steuerflächen an der Basis der Rakete für die notwendige aerodynamische Steuerung der Rakete.
Nach dem Durchbrennen des Bugmotors wird die Basisverkleidung an der Unterseite der Rakete, in der sich die Steuerflächen und das Steuerbetätigungssystem befinden, abgeworfen. Die erste Stufe zündet zeitgleich mit dem Durchbrennen und Abwerfen des Bugmotors, um einen Zustand ohne Schub zu verhindern. Die flexible Düsensteuerung der ersten Stufe sorgt für die nötige Lenkung während der Boost-Phase. Das Strömungsmuster über der Raketenspitze erinnert an das von stumpfen Raketenspitzen oder Spitzen mit einem luftwiderstandsreduzierenden Aerospike, der den Luftwiderstand und die Wärmebelastung deutlich verringert.